# Edmond Galoppin

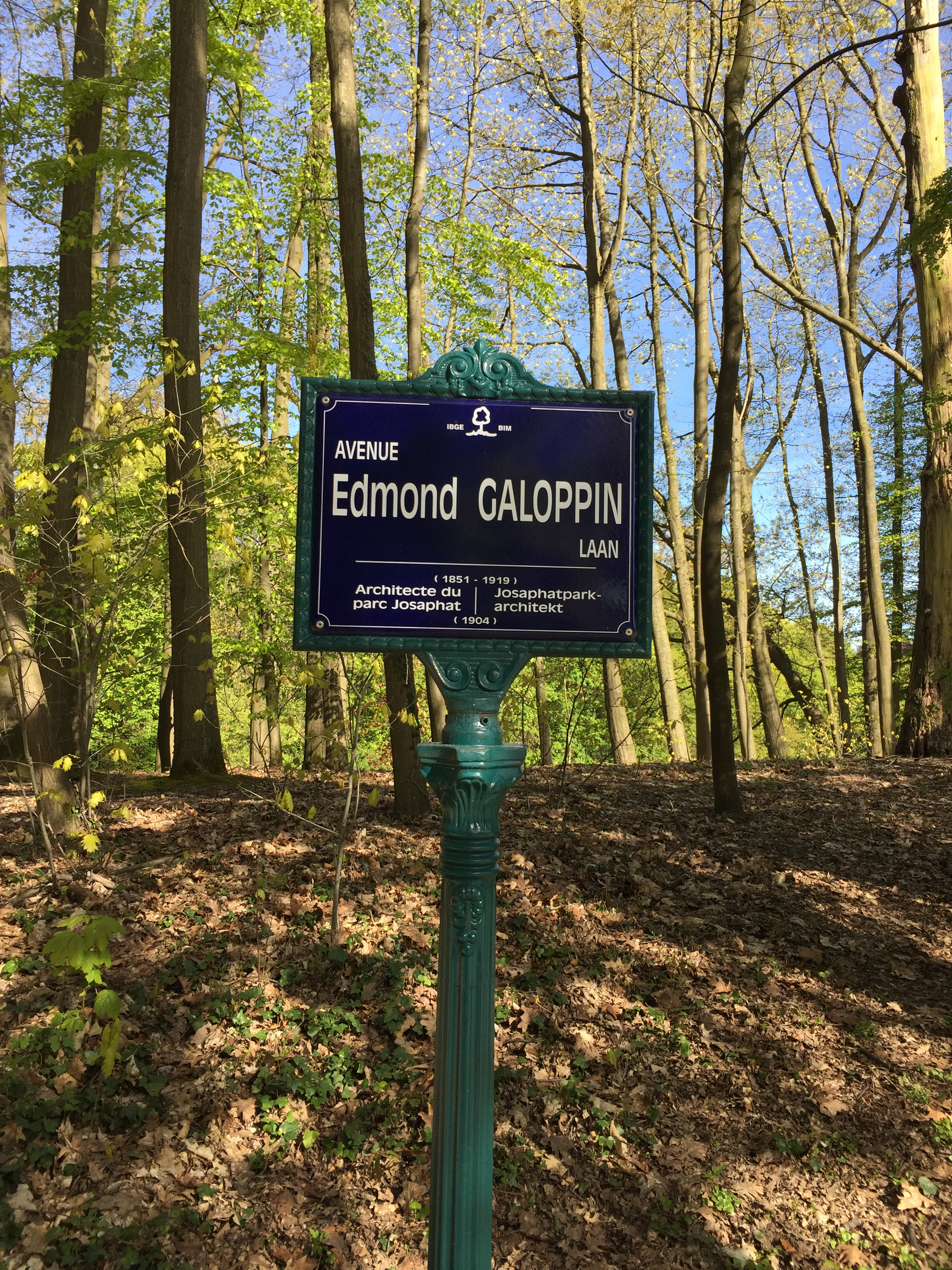
Edmond Galoppinlaan

Edmond Galoppin (1851-1919) was een Belgisch landschapsarchitect. Hij gaf les aan de Rijkstuinbouwschool van Vilvoorde in de periode 1870-1902. Hij was tevens inspecteur van de gemeentelijke beplantingsdienst van Schaarbeek. In opdracht van koning Leopold II ontwierp hij diverse parken en squares in Brussel; hij maakte hiervoor gebruik van de Engelse landschapsstijl in reactie op de formele Franse tuinaanleg met classicistisch karakter.
Galoppin is onder meer de ontwerper van: het Josaphatpark en het Weldoenersplein in Schaarbeek, het park bij het Egmontpaleis, het park van het Kasteel Groenenberg in Sint-Pieters-Leeuw, het park bij het Kasteel van Veulen en het kasteelpark van Bulskampveld in Beernem. Bij de woning die hij bezat aan de Sellaerstraat in Melsbroek bevindt zich nog een villatuin (14 are) uit 1910 die hij ontworpen heeft.

## Monumenten
In het Woluwepark in de gemeente Sint-Pieters-Woluwe draagt een laan zijn naam.
In het Josaphatpark staat een bronzen medaillon ter ere van Galoppin door Jean Lecrouart.

## Referentie
http://inventaris.onroerenderfgoed.be/dibe/persoon/6210